# Steatoda sagax
Steatoda sagax är en spindelart som först beskrevs av John Blackwall 1865.  Steatoda sagax ingår i släktet vaxspindlar, och familjen klotspindlar. Inga underarter finns listade i Catalogue of Life.